# Pantera Nera (personaggio)
Pantera Nera  (in diverse opere e nell'originale inglese Black Panther), il cui vero nome è T'Challa, è un personaggio dei fumetti statunitensi pubblicati da Marvel Comics. Creato da Stan Lee (testi) e Jack Kirby (disegni), la sua prima apparizione avviene in Fantastic Four n. 52 (luglio 1966).
Sovrano, protettore e leader religioso del Regno di Wakanda, nazione dell'Africa subsahariana tra le più ricche e tecnologicamente avanzate della Terra grazie ai suoi immensi giacimenti di vibranio, Pantera Nera è uno degli uomini più intelligenti del mondo, un veterano dei Vendicatori, uno dei più influenti vertici politici globali e un membro degli Illuminati che ha deciso di mettere la sua vita, il suo genio, la sua fortuna, le sue abilità e i suoi poteri al servizio dell'umanità. Il personaggio è stato il primo supereroe nero della Marvel.
Nella classifica stilata nel 2011 da IGN, si è posizionato al 51º posto come più grande eroe della storia dei fumetti, dopo Capitan Marvel e prima di Aquaman.

## Storia editoriale

### Concezione

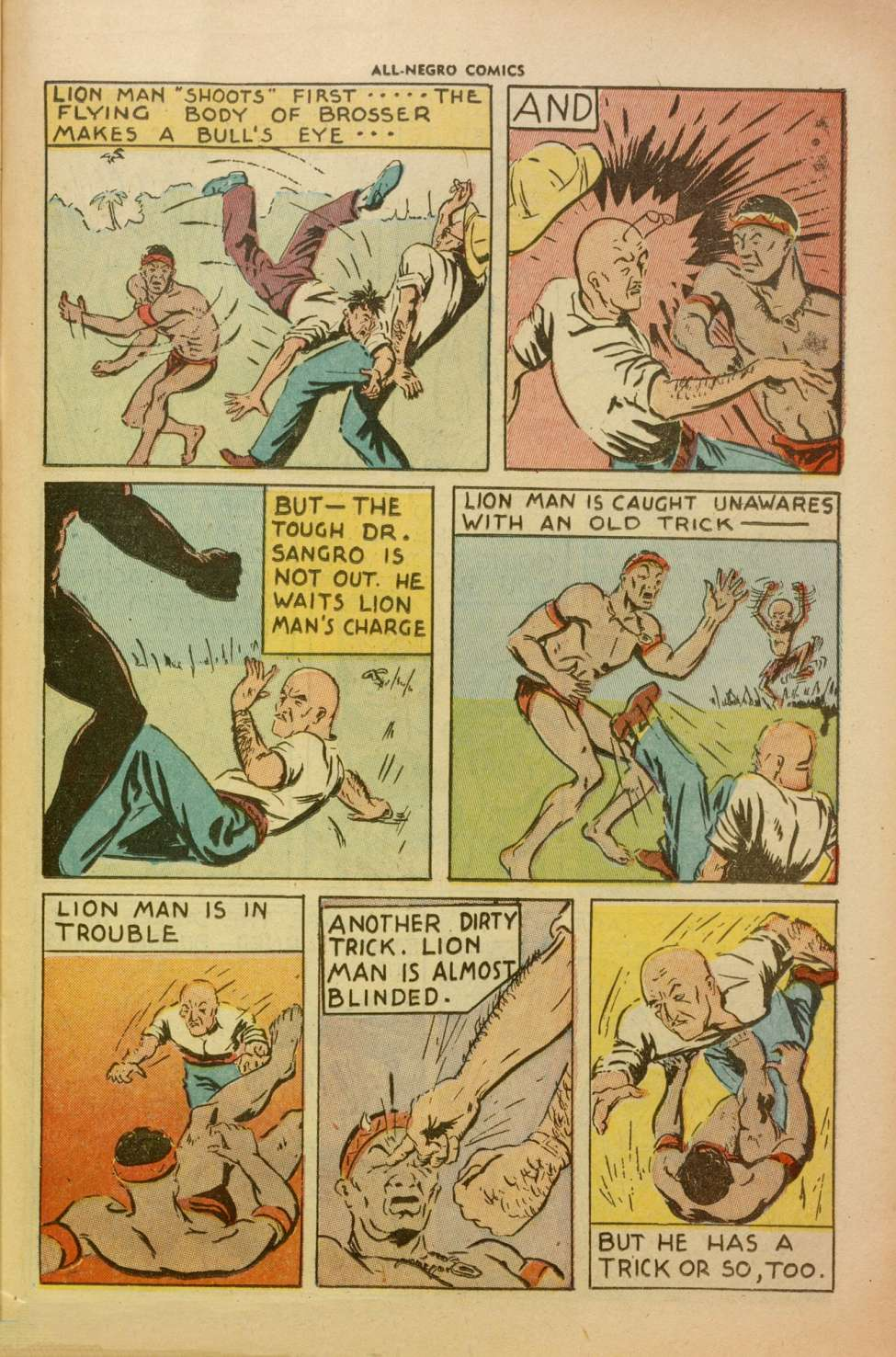
Pagina de All-Negro Comics, 1947

Pantera Nera ha esordito nel luglio 1966 su Fantastic Four (vol. 1) n. 52; prima della sua apparizione il solo altro personaggio nero con un ruolo di rilievo nell'Universo Marvel è stato il soldato degli Howling Commandos Gabe Jones (maggio 1963) dopodiché, anche grazie al movimento per la parità dei diritti germogliato nella società statunitense tra fine anni sessanta e inizio settanta, è stato seguito dal giornalista del Daily Bugle Robbie Robertson (agosto 1967), dal primo supereroe afroamericano Falcon (settembre 1969), da Luke Cage (giugno 1972) il primo supereroe afroamericano a ottenere una propria testata, da Blade (luglio 1973) il primo supereroe afro-britannico e da Tempesta (maggio 1975) la prima supereroina nera. Pantera Nera ha anteceduto di sei anni l'esordio del primo supereroe afroamericano DC Comicsː la Lanterna Verde John Stewart (dicembre 1971) e i soli personaggi neri non caricaturali comparsi nei fumetti prima del suo esordio sono stati i due protagonisti della testata a basso budget uscita per un solo numero All-Negro Comics (giugno 1947), che aveva l'eroe Lion Man, Waku il principe del Bantu, pubblicato nel primo volume di Jungle Tales (settembre 1954-1955) a opera dell'antesignana della Marvel Atlas Comics e il pistolero Dell Comics Lobo (dicembre 1965) nessuno dei quali possedeva tuttavia dei superpoteri o rientrava nella definizione di "supereroe".
Nella concept art originale di Jack Kirby per Pantera Nera, il personaggio era completamente privo di maschera e si sarebbe dovuto chiamare "Coal Tiger", ma poi questo nome fu scartato a favore del nome attuale.
Il nome attuale del personaggio non deriva dal movimento delle Pantere Nere, avendo anteceduto di diversi mesi la sua fondazione (ottobre 1966) sebbene non la nascita del loro logo, bensì, come dichiarato da Stan Lee, dall'animale che accompagnava l'avventuriero protagonista di una serie di racconti pulp pubblicati all'epoca.

### Pubblicazioni
In seguito al suo debutto, il personaggio ha svolto una lunga serie di apparizioni occasionali su Fantastic Four Annual n. 5 (novembre 1967), Tales of Suspense n. 97-99 (gennaio-marzo 1968), The Avengers n. 52 (maggio 1968), vari numeri di Daredevil, Astonishing Tales n. 6-7 (giugno-agosto 1971) e Fantastic Four n. 119 (febbraio 1972) cambiando brevemente nome in "Leopardo Nero" (Black Leopard) per evitare associazioni col movimento omonimo, dopodiché gli viene interamente dedicato il quinto numero del secondo volume di Jungle Action (luglio 1973) che, pur essendo in realtà la ristampa di una storia tratta da The Avengers n. 62 (marzo 1969) incentrata su Pantera Nera, ha fatto apripista al ciclo di avventure dedicate all'eroe e durato per i successivi diciannove numeri della testata (settembre 1973-novembre 1976) coi testi di Don McGregor e i disegni di Rich Buckler, Gil Kane, e Billy Graham. La serie, acclamata dalla critica, ha visto gli esordi come inchiostratori di Klaus Janson e Bob McLeod, contraddistinguendosi per essere strutturata in due archi narrativi, il primo dei quali, "La rabbia della pantera" (Panther's Rage), è considerato "la prima graphic novel Marvel" in quanto, secondo la criticaː «[...] È il primo fumetto creato dall'inizio alla fine, come un romanzo completo. Eseguito in due anni di pubblicazioni su Jungle Action (dal 6 al 18), Panther's Rage è un romanzo di 200 pagine che viaggia fino al cuore della nazione africana di Wakanda, una nazione devastata da una rivoluzione contro il suo re, T'Challa, la Pantera Nera»; mentre il secondo, più breve, ha affrontato l'allora controverso tema del Ku Klux Klan.
Il fumettista e produttore afroamericano Dwayne McDuffie ha elogiato la serie definendola praticamente priva di difetti tuttavia, nonostante la popolarità riscossa anche tra gli studenti collegiali, le vendite di Jungle Action sono sempre rimaste piuttosto basse motivo per il quale la Marvel ha tentato di rilanciare il personaggio dedicandogli la sua prima testata autonoma, Black Panther, e coinvolgendovi il suo co-creatore Jack Kirby che, però, tutt'altro che entusiasta all'idea di tornare a lavorare su un suo vecchio personaggio, lascia la serie dopo soli 12 numeri affidandola a Ed Hannigan, Jerry Bingham e Roger Stern, i quali non riescono a impedirne la cancellazione dopo il quindicesimo numero, nel maggio 1979, pubblicando dunque le storie che avrebbero dovuto essere i successivi tre numeri su Marvel Premiere n. 51-53 (dicembre 1979-aprile 1980). In seguito, tra luglio e ottobre 1988, viene pubblicato il secondo volume di Black Panther, una miniserie di quattro numeri scritta da Peter B. Gillis e disegnata da Denys Cowan, mentre da febbraio a dicembre 1989 sull'antologia bisettimanale Marvel Comics Presents McGregor riprende in mano il personaggio di Pantera Nera assieme a Gene Colan per poi pubblicare la miniserie Black Panther: Panther's Prey (settembre 1990-marzo 1991) e progettare un quinto capitolo della sua "saga di Pantera Nera" intitolato Panther's Vows che, tuttavia, non è mai stato realizzato. Nel 1998 Christopher Priest e Mark Texeira realizzano una terza serie dedicata a Pantera Nera recuperando numerosi antagonisti creati da McGregor e riportando alla ribalta il personaggio, da Priest ritenuto eccessivamente trascurato. Gli ultimi tredici numeri della suddetta serie vedono inoltre il protagonista venire rimpiazzato da un poliziotto multirazziale, Kasper Cole, poi divenuto Tigre Bianca.
Il quarto volume delle avventure di Pantera Nera, durato 41 numeri (aprile 2005-novembre 2008), è stato disegnato per i primi sei da John Romita Jr. e scritto per i primi trentotto dal regista Reginald Hudlin che, non reputando il titolo particolarmente orientato ai lettori afroamericani, ne ha aumentato l'impronta realistica citando come sue principali influenze il personaggio di Batman, i film di Spike Lee e la musica di Sean Combs. Il successo della serie ha fatto sì che Hudlin realizzasse anche i primi sette numeri della successiva (aprile-ottobre 2009), in cui il titolo di "Pantera Nera" passa alla sorella di T'Challa, Shuri, mentre gli ultimi cinque (novembre 2009-marzo 2010) vengono affidati al team creativo composto da Jonathan Maberry e Will Conrad. Il personaggio è inoltre uno dei protagonisti della miniserie in sei numeri Doomwar (aprile-settembre 2010) e sostituisce Devil in qualità di protettore di Hell's Kitchen nei numeri dal 513 al 523 di Daredevil (febbraio-novembre 2011) portando la testata a venire brevemente ribattezzata Black Panther: The Man Without Fear. Nel 2016 il giornalista Ta-Nehisi Coates e il disegnatore Brian Stelfreeze vengono incaricati della realizzazione di un sesto volume di Black Panther.
Nel 2017, la scrittrice afrofuturista Nnedi Okorafor ha scritto la serie Black Panther: Long Live the King.
A febbraio 2018, Christopher Priest, Don McGregor e Reginald Hudlin hanno contribuito ciascuno con una storia al Black Panther Annual n. 1.

## Biografia del personaggio

### Origini

Disegno di John Romita Sr.

Nato in Wakanda da re T'Chaka e dalla regina N'Yami, che muore dandolo alla luce, T'Challa viene cresciuto amorevolmente dalla matrigna Ramonda ed educato fin da bambino per ereditare il manto di Pantera Nera e salire al trono; tuttavia il fratello adottivo Hunter lo disprezza ritenendolo responsabile della morte della madre mentre il fratellastro Jakarra nutre un forte rancore verso di lui poiché a sua volta desideroso di regnare e, quindi, T'Challa condivide un sincero rapporto d'affetto solo con la sorellastra Shuri. Qualche tempo dopo, quando il principe ha solo otto anni, Ramonda, recatasi in visita al suo paese natale in Sudafrica, viene rapita e non fa più ritorno, portando i familiari a convincersi che li abbia abbandonati e T'Chaka ad occuparsi dei figli da solo finché, dopo aver sorpreso l'esploratore mercenario Ulysses Klaw intento a estrarre illegalmente vibranio nel suo regno, lo affronta in combattimento venendo ucciso davanti agli occhi del giovanissimo principe ereditario che, in preda all'ira, riesce ad amputare un braccio all'assassino ma non a impedirgli di fuggire.
Data la giovanissima età di T'Challa, a discapito dalla linea di successione, suo zio S'Yan si trova costretto a rivestire il ruolo di sovrano e di Pantera Nera in attesa che il nipote raggiunga l'età adulta. Compiuti i dodici anni, T'Challa viene mandato a svolgere un lungo viaggio come rito di passaggio per dimostrare d'essere degno di diventare re imbattendosi, nel corso del tragitto, in Ororo Munroe, una ragazzina keniota sua coetanea assieme alla quale vive varie avventure e la sua prima storia d'amore ma da cui è poi costretto a separarsi per adempire ai suoi doveri regali facendo ritorno alla sua terra e venendo mandato a completare gli studi in Inghilterra, all'Università di Oxford, dove consegue un dottorato di ricerca in fisica. Anni dopo, ritornato in patria impaziente di reclamare la sua eredità, come da tradizione T'Challa affronta i più abili guerrieri della nazione sconfiggendoli e ottenendo il diritto di ingerire l'Erba a Foglia di Cuore (Heart-Shaped Herb), che dona capacità sovrumane ai membri della famiglia reale, ottenendo finalmente il titolo di Pantera Nera e divenendo il nuovo sovrano del Wakanda.
I suoi primi atti ufficiali in qualità di sovrano sono mettere parzialmente fine all'isolazionismo voluto anni prima dal padre e mandare in esilio tutti i membri della Hatut Zeraze, la polizia segreta del regno guidata dal fratello adottivo Hunter e macchiatasi di innumerevoli crimini. Inoltre si prodiga a migliorare i rapporti con le altre nazioni commerciando con esse maggiori quantità di vibranio e servendosi dei profitti per arricchire ed ammodernare in misura sempre maggiore la sua terra.

### Vendicatori
Anni dopo, T'Challa invita in Wakanda i Fantastici Quattro per poterli affrontare uno a uno nei panni di Pantera Nera riuscendo a sconfiggerli e dando così prova a sé stesso di essere pronto a vendicare il padre affrontando Klaw; in seguito il sovrano fa adeguatamente ammenda col gruppo di supereroi e diviene un loro grande amico ed alleato cosa che lo porta a venire invitato da Capitan America in persona a unirsi ai Vendicatori. Inizialmente il re accetta l'offerta solo per poter tenere d'occhio la squadra, che ritiene un potenziale pericolo per il suo paese ma, durante la permanenza tra le loro file, capisce che agiscono per il bene dell'umanità e diviene uno dei membri più fedeli del gruppo, assieme ai quali affronta la Confraternita dei mutanti malvagi, i Signori del male, Ultron, il Centurione Scarlatto, il Circo del Crimine, l'Uomo Scimmia, il trio di supercriminali composto da Testa d'Uovo, Burattinaio e Pensatore Pazzo, lo Spadaccino, l'HYDRA, Kang il Conquistatore e lo Squadrone Sinistro. Pantera Nera collabora inoltre in numerose occasioni con Devil di cui riesce a dedurre la vera identità e col quale instaura una profonda amicizia.
Dopo aver conosciuto la cantante Monica Lynne ed essersene innamorato, Pantera Nera combatte un'ultima volta al fianco dei Vendicatori per sconfiggere la seconda incarnazione dei Figli del Serpente, rivela la sua vera identità in mondovisione grazie a una conferenza stampa e fa successivamente ritorno in Wakanda assieme alla donna.

### Ritorno in Wakanda
Tornato in patria, Pantera Nera riesce a sedare il colpo di Stato architettato da Erik Killmonger dopodiché si reca brevemente nel sud degli Stati Uniti per combattere il Ku Klux Klan ed entra in possesso della "la rana del re Salomone", una creatura magica capace di distorcere il tempo e lo spazio. Qualche tempo dopo scopre finalmente la verità sul rapimento della matrigna Ramonda e si reca in suo soccorso riportandola in Wakanda e dedicandosi a un'aspra battaglia con le autorità sudafricane volta a mettere fine all'apartheid. Qualche anno dopo T'challa propone a Monica Lynne di sposarlo ma le nozze della coppia non hanno luogo e, in seguito, principalmente al fine di mantenere la pace con le tribù più ostili del regno, Pantera Nera seleziona la miglior guerriera di ciascuna di esse istituendo nuovamente dopo secoli il corpo delle "Dora Milaje" (letteralmenteː "adorate") prestigiosa milizia le cui adepte sono tradizionalmente incaricata di fare da guardie del corpo al sovrano nonché potenziali spose in caso rimanga celibe.
Accettato un accordo con Washington, Pantera Nera accoglie in Wakanda il loro agente di collegamento, Everett Ross, che diviene uno dei suoi più preziosi alleati aiutandolo a sconfiggere il conglomerato di ex-agenzie di intelligence noto come "Xcon", il folle reverendo Achebe e il tentativo di affossare l'economia della nazione orchestrato dal resuscitato Killmonger, che riesce successivamente a sconfiggere Pantera Nera in un duello rituale rivendicando il trono e il diritto di mangiare l'Erba a Foglia di Cuore che però lo manda in coma in quanto per chiunque non faccia parte della famiglia reale, che possiede una naturale immunità ereditaria, è una semplice pianta tossica.
Non molti anni dopo T'Challa scopre di avere un aneurisma cerebrale e inizia a soffrire di violente allucinazioni, motivo per il quale conferisce pieni poteri al consiglio reale e si rifugia a New York, dove riesce a ristabilirsi riassumendo sia la sua posizione di sovrano che il suo ruolo nei Vendicatori, almeno fino allo scioglimento del gruppo.

### Matrimonio e passaggio di testimone
Dopo aver collaborato con gli X-Men per mettere fine a degli esperimenti illegali condotti nei confini del suo regno, Pantera Nera e la sua vecchia fiamma Tempesta reinstaurano una relazione sentimentale che li porta a sposarsi con una grande cerimonia in Wakanda cui prendono parte numerosi supereroi. La coppia reale si imbarca in seguito in incarichi diplomatici con il Dottor Destino, gli Inumani e Namor, inoltre, pur avendo inizialmente deciso di rimanere neutrale durante la guerra civile dei superumani, dopo la morte di Bill Foster Pantera Nera decide di allearsi con la fazione di Capitan America e affronta gli eroi pro-registrazione capeggiati da Iron Man dando luogo a una battaglia che, pur non lasciando vittime, danneggia gravemente l'ambasciata del Wakanda a Manhattan. Terminato il conflitto Mister Fantastic e la Donna Invisibile si prendono un periodo di pausa per tentare di recuperare il loro rapporto, motivo per cui T'Challa e Ororo si uniscono temporaneamente ai Fantastici Quattro in loro sostituzione.
Tornato in Wakanda Pantera Nera affronta nuovamente Erik Killmonger spalleggiato da Monica Rambeau dopodiché, nel corso dell'invasione segreta degli Skrull lui e la moglie si mettono in testa all'armata del regno riuscendo a respingere senza alcun supporto un intero plotone alieno e rispedendo i loro corpi mutilati alla nave madre come monito a non invadere mai più il Wakanda. Iniziato il regno oscuro di Osborn, Namor tenta di reclutare Pantera Nera nella Cabala ma questi si rifiuta venendo per tanto assalito e mandato in coma dal Dottor Destino; la sorellastra del sovrano, Shuri, viene quindi designata come regina reggente e nuova Pantera Nera, titoli che mantiene anche dopo il risveglio di T'Challa il quale, avendo perso tutti i suoi poteri a causa del passaggio di testimone, si serve della magia nera per procurarsene altri divenendo ancora più potente di prima in preparazione all'imminente guerra con Destino, al termine della quale rende inerte tutto il vibranio del regno per fare in modo che la sua gente non dipenda più esclusivamente da esso.
Successivamente, per avere la possibilità di riscoprire se stesso, T'Challa accetta di sostituire Devil in qualità di guardiano di Hell's Kitchen durante una breve pausa di riflessione del vigilante cieco dopodiché, fatto ritorno alla sua terra natia, compie un viaggio mistico nella necropoli sotto il palazzo reale incontrando la Dea Pantera Bast, che gli conferisce i poteri, le conoscenze e i ricordi di tutti coloro che abbiano mai vestito i panni di Pantera Nera nel corso dei secoli, eleggendolo così "Re dei Morti" (King of the Dead).

### Illuminati
Durante la guerra tra Vendicatori e X-Men Pantera Nera si schiera coi primi offrendo loro ospitalità in Wakanda, motivo per il quale tuttavia Namor prende d'assalto il regno distruggendone buona parte e portando il sovrano a sancire una legge che mette al bando i mutanti ponendo fine al suo matrimonio con Tempesta, che reputa una traditrice poiché dalla parte degli X-Men. Non molto tempo dopo, supervisionando il programma spaziale del suo regno, Pantera Nera assiste a una "incursione", ossia la collisione di due universi; prevedendo che tale fenomeno sia una minaccia imminente, per poter trovare una soluzione accetta dunque di entrare a far parte degli Illuminati nonostante abbia sempre nutrito forti scetticismi sulla loro moralità e vi militi Namor, nei confronti del quale prova un crescente odio per la semi-distruzione del suo regno e verso cui si vendica radendo al suolo Atlantide con una guerra lampo.
Quando Thanos e il suo Ordine Nero attaccano la Terra allo scopo di uccidere il suo ultimo discendente e recuperare le Gemme dell'Infinito, Pantera Nera respinge l'invasione delle milizie del titano in Wakanda ma, poco dopo, la sua ritrosia a rivelare al suo popolo i segreti degli Illuminati lo porta a venire esiliato; in seguito, per prevenire un'altra incursione, Namor distrugge un intero universo e viene espulso dal gruppo ma i Vendicatori, considerandoli responsabili della cosa, decidono di arrestare Pantera Nera e il resto degli Illuminati, che dunque entrano in latitanza finché T'Challa riesce a chiarire la situazione con Steve Rogers portando i due gruppi a allearsi contro Namor e la sua nuova incarnazione della Cabala riuscendo a sconfiggerli pochi istanti prima dell'incursione finale tra Terra 616 e Terra 1610.

### Secret Wars
Pantera Nera è uno dei pochi eroi che riesce a sopravvivere all'incursione finale e si ritrova con gli altri superstiti su Battleworld, pianeta governato da un onnipotente Dottor Destino composto da vari regni, ognuno rappresentante la Terra di un universo alternativo. Qui T'Challa si allea con Namor e recuperano insieme un Guanto dell'Infinito con tutte le gemme nascosto dal Dottor Strange e con cui Pantera Nera affronta Destino tenendogli testa per un po' finché quest'ultimo non abbandona lo scontro; pochi istanti prima della distruzione di Battleworld, Pantera Nera utilizza la Gemma della Realtà per tornare al momento in cui in Wakanda avvenne la prima incursione, impedendola.

## Poteri e abilità
Pantera Nera è un genio dotato di un quoziente intellettivo elevatissimo tanto da essere considerato una delle otto persone più intelligenti della Terra. Laureatosi in fisica all'Università di Oxford, oltre che come scienziato T'Challa dispone di profonde conoscenze nel campo dell'alchimia ed è uno dei maggiori esperti mondiali di vibranio. In qualità di sovrano del Wakanda è tra le figure più rispettate e influenti della scena politica globale, nonché un capo di Stato tanto abile da essere riuscito a risollevare il suo paese da più di una crisi. Grazie agli addestramenti compiuti sin da bambino, T'Challa possiede poi un'eccezionale capacità acrobatica, può muoversi senza emettere il minimo rumore ed è un grande esperto di discipline marziali africane e nella capoeira.
In quanto detentore del titolo di Pantera Nera, ottenuto sia per diritto dinastico che superando una serie di prove, T'Challa ha ingerito l'Erba a Foglia di Cuore (Heart-Shaped Herb) la quale, oltre ad un legame mistico con la Dea Pantera Bast, conferisce a colui che se ne nutre (purché appartenga alla famiglia reale) capacità fisiche quali forza, agilità, velocità, riflessi e resistenza soprannaturali, una facoltà di guarigione parecchio più rapida rispetto a quella di un comune essere umano e l'acutissima percezione sensoriale tipica di un animale predatore, grazie alla quale può vedere in condizioni di totale oscurità, riconoscere una persona dal suo odore naturale rintracciandola ovunque essa sia e sentire frequenze che, a un orecchio ordinario, risulterebbero impercettibili. Dopo aver perso il titolo e i poteri di Pantera Nera in favore della sorellastra, inizialmente T'Challa se ne procura altri tramite la magia nera ma, in seguito, li perde a loro volta e ristabilisce il suo collegamento con la Dea Pantera venendo nominato "Re dei Morti" (King of the Dead), titolo che gli conferisce poteri, conoscenze e ricordi di tutti gli individui che hanno vestito il manto di Pantera Nera nel corso dei secoli, nonché l'abilità di controllare i non morti.
Il costume di Pantera Nera, realizzato in fibra di vibranio, è completamente immune a proiettili, armi da taglio e esplosioni, dispone di artigli capaci di tagliare ogni superficie ed è dotato di un supercomputer noto come "Carta Kimoyo" (Kimoyo Card). Il re del Wakanda è inoltre una delle persone più ricche del pianeta, gode dell'immunità diplomatica e ha accesso alla vasta gamma di dispositivi tecnologici, materiali bellici, artefatti mistici, scienziati e stregoni al servizio della nazione nonché al suo esercito, considerato tra i più potenti della Terra.

## Altri Pantera Nera
Il manto della Pantera Nera è tramandato di generazione in generazione tra i sovrani del Wakanda sebbene debba comunque essere meritato attraverso una severa selezione cui prendono parte i migliori guerrieri della nazione.

### Bashenga
Olumo Bashenga è apparso per la prima volta in Black Panther (vol. 1) n. 7 (gennaio 1978) a opera di Jack Kirby (testi e disegni). Saggio guerriero a capo della Tribù della Pantera, stando alle leggende, durante l'epoca di tumulto in cui il meteorite di vibranio è precipitato sul suolo del paese, allora composto da vari clan in guerra tra di loro, egli ha riunito tutti i suddetti sotto la sua guida per sconfiggere gli abitanti tramutati dall'impatto in feroci "spiriti demoniaci", impresa a seguito della quale ha unificato la nazione fondando il Wakanda e divenendone il primo sovrano nonché il primo ad ottenere il titolo di "Pantera Nera" in quanto si narra di un suo "legame spiritico" con la Dea Pantera Bast che ha portato alla fondazione del Culto della Pantera.

### T'Chanda
T'Chanda alias Chanda, Azzari, Azzaria o Azzuri il Saggio era un Pantera Nera e sovrano del Wakanda durante la seconda guerra mondiale, T'Chanda è il marito di Nanali e padre di T'Chaka e S'Yan; contraddistinto dall'indole eccessivamente buona e compassionevole, accoglie il colonnello nazista Fritz Klaue dopo che questi precipita nel suo regno a causa di un incidente aereo. Col tempo, i due stringono una sorta di amicizia e sviluppano una forte ossessione ognuno per la cultura dell'altro, tant'è che Klaus arriva a tentare di convincerli a rendere la loro religione deista anziché spiritista, cosa che provoca un forte attrito tra lui e T'Chanda culminante nella morte di Nanali ad opera del nazista e nella sua conseguente cacciata dal paese.
È ben noto per aver superato facilmente il suo alleato Capitan America e per aver respinto le forze di invasione superpotenti naziste dalla loro invasione durante la seconda guerra mondiale.
È stato menzionato per la prima volta come Azzari il Saggio (Azzari The Wise)  in Black Panther (vol. 1) n. 1 (ottobre 1976), scritto e illustrato da Jack Kirby, apparso per la prima volta in Fantastic Four Unlimited (vol. 1) n. 1 (marzo 1993) a opera di Roy Thomas (testi) e Herb Trimpe (disegni), dove è stato chiamato Chanda.

### T'Chaka
T'Chaka è apparso per la prima volta in Fantastic Four (vol. 1) n. 53 (agosto 1966) a opera di Stan Lee (testi) e Jack Kirby (disegni). 
Figlio primogenito di re T'Chanda e della regina Nanali, T'Chaka eredita il trono e il titolo di Pantera Nera alla morte del padre venendo aiutato nei suoi incarichi di monarca dal fratello minore e fidato consigliere S'Yan. Dopo essersi sposato con una donna di nome N'Yami, credendo non possa avere figli adotta un bambino assieme a lei, Hunter, tuttavia, in seguito, essa rimane incinta e muore dando alla luce il suo primo figlio, T'Challa; dalla relazione con una donna di un'altra tribù T'Chaka ha poi un secondo figlio, Jakarra, e infine si risposa con Ramonda, donna che cresce i suoi figli come propri e da cui ha la sua unica figlia, Shuri, ma che, successivamente, scompare nel nulla portandolo a credere che l'abbia abbandonato. Per proteggere il regno T'Chaka istituisce una politica di forte isolazionismo, tuttavia nel corso della sua vita ha spesso collaborato con agenti del governo statunitense. Viene ucciso da Ulysses Klaw dopo averlo sorpreso a estrarre illegalmente vibranio nel suo regno.

### S'Yan
S'Yan il Veloce (S'Yan The Fast), è apparso per la prima volta in Black Panther (vol. 4) n. 2 (maggio 2005) a opera di Reginald Hudlin (testi) e John Romita Jr. (disegni). Figlio secondogenito di re T'Chanda e della regina Nanali, S'Yan è il fratello minore e fidato consigliere di T'Chaka, dopo la cui morte, pur non avendo alcun desiderio di regnare, accetta di salire al trono finché il nipote non fosse divenuto adulto. Ironia della sorte, S'Yan, che non ha mai voluto essere re, diviene uno dei monarchi più amati della storia del Wakanda ma, nonostante ciò, quando T'Challa fa ritorno in patria ottenendo il titolo di Pantera Nera, egli si fa da parte con gioia tornando a rivestire il ruolo di consigliere reale. Muore durante la guerra con Latveria per difendere Ramonda dai soldati del Dottor Destino.

### Shuri
Nel momento in cui T'Challa finisce in coma a causa del Dottor Destino, Shuri diviene la sua sostituta come Pantera Nera e regina del Wakanda cosa che, dopo l'ascesa del fratellastro a "re dei morti", crea per la prima volta nella storia due avatar della Dea Pantera.

## Altre versioni

### Terra-355
T'Challa è "Coal Tiger", Sersi uccide i Vendicatori e Coal Tiger è l'unico sopravvissuto.

### 2099
Nel futuro di Marvel 2099, il Wakanda si è molto impoverito e, dopo la morte del suo ultimo sovrano l'unica erede è la principessa Okusana che, non sentendosi pronta per un incarico tanto gravoso chiede a Destino di resuscitare suo nonno, la Pantera Nera Thandaza, in un corpo cibernetico. Nonostante il sovrano di Latveria accetti per rispetto verso T'Challa, l'interferenza di un gruppo di fondamentalisti durante l'operazione fa sì che il sovrano resusciti in uno stato di perenne agonia, portando Destino a ucciderlo per pietà.
In una linea temporale alternativa della suddetta continuity, la nuova Pantera Nera, K'Shamba, è segretamente al servizio di Destino.

### Age of Ultron
Nella realtà alternativa di Age of Ultron, Pantera Nera avvisa i Fantastici Quattro dell'imminente invasione delle Sentinelle di Ultron, che affronta a Chicago insieme a Hulk Rosso e Taskmaster, venendo però costretto alla fuga precipitando da un palazzo e rimanendo ucciso.

### Amalgam
Nell'universo Amalgam, Pantera Nera viene fuso con l'antieroe DC Comics Bronze Tiger dando vita a Tigre di Bronzo.

### Exiles
Sulla testata Exiles ha fatto la sua apparizione una versione alternativa del personaggio proveniente dalla Terra-1119 e chiamato semplicemente "Pantera", tale versione è il figlio di T'Challa e Tempesta, chiamato T'Chaka in onore di suo nonno, che, in netta contrapposizione al carattere stoico del padre, si presenta come un individuo donnaiolo e scherzoso.

### Mangaverse
Nel Marvel Mangaverse, T'Challa è un uomo capace, grazie a riti spiritici, di trasformarsi in "Pantera Nera", fondendosi alla sua pantera, o in "Falcon", fondendosi al suo falco. Nutre una profonda attrazione per Tigra, mentre sua sorella T'Chanda rivela poi di essere il Dottor Destino.

### Marvel Zombi
Nella realtà di Marvel Zombi, Pantera Nera è uno dei pochi superumani non infettati e, dunque, viene catturato dal Giant-Man zombie al fine di trovare una cura basandosi sul suo DNA; pur essendo stato privato del braccio destro e della gamba sinistra dal suo carceriere, T'Challa riesce a fuggire aiutato dalla testa di Wasp unendosi al movimento di resistenza autobattezzatosi gli Accoliti, dove conosce e sposa una donna di nome Lisa Hendricks, da cui ha un figlio; grazie a Forge riceve inoltre delle protesi meccaniche per rimpiazzare gli arti persi e fornisce un corpo da cyborg a Wasp. Ferito mortalmente in uno scontro, Pantera Nera viene a sua volta trasformato in zombie ma riesce a superare il bisogno di carne umana mantenendo il raziocinio unicamente per venire successivamente sconfitto e distrutto da un'orda zombie di una dimensione parallela che utilizza in seguito la sua testa come trofeo.

### MC2
Nel futuro alternativo di MC2, T'Challa ha un figlio, T'Chaka II (Coal Tiger) membro della nuova generazione di Vendicatori.

### Terra X
Nella miniserie Terra X, T'Challa, come quasi tutta l'umanità, è mutato trasformandosi in un felino antropomorfo; inoltre gli è stato affidato il Cubo Cosmico da Capitan America in persona confidando che non lo avrebbe mai usato né ceduto spontaneamente a nessuno, lui incluso.

### Ultimate
Nell'universo Ultimate T'Challa Udaku è il principe del Wakanda che, dopo essersi sottoposto al rito di passaggio chiamato "Prova della Pantera", rimane gravemente ferito portando suo padre T'Chaka a stringere un accordo col governo statunitense accettando di condividere la tecnologia del suo paese con essi e consegnando in cambio il giovane al progetto Arma X affinché gli salvino la vitaː l'operazione ha successo e, pur rimanendo muto, T'Challa acquisisce capacità fisiche sovrumane e la visione notturna. Dopo che lo S.H.I.E.L.D. dismette il programma Arma X, considerandolo una "risorsa governativa" Nick Fury recluta forzatamente Pantera Nera negli Ultimates facendolo addestrare da Capitan America con cui stringe un'amicizia tale da far sì che, tramite un sotterfugio, questi gli permetta di fuggire e tornare in patria. Dopo gli eventi di Ultimatum Pantera Nera si unisce ai Nuovi Ultimates.

## Altri media

### Cinema

#### Progetti incompiuti
- Un film su Pantera Nera era in programma fin dal 1992 ma solo nel settembre 2005 l'amministratore delegato della Marvel Entertainment Avi Arad annunciò Black Panther come uno dei dieci film che sarebbero stati prodotti dai Marvel Studios e distribuiti dalla Paramount Pictures[132]. Nel febbraio 2007 il presidente di produzione dei Marvel Studios, Kevin Feige, affermò che il film di Pantera Nera era in sviluppo[133], mentre nel 2009 furono assunti vari sceneggiatori per trovare un modo di trasporre al cinema i personaggi Marvel meno noti, tra cui Pantera Nera[134]. Nel gennaio 2011 il documentarista Mark Bailey venne assunto per scrivere la sceneggiatura di The Black Panther[135] rimasto tuttavia in produzione per altri tre anni[136] fino a divenire il film annunciato nella fase tre del Marvel Cinematic Universe.

### Marvel Cinematic Universe
Nel media franchise del Marvel Cinematic Universe (MCU), T'Challa / Black Panther è stato interpretato da Chadwick Boseman (e doppiato da Paolo Vivio). Questa versione del personaggio è stata definita dal suo interprete come: «diviso tra il bisogno di portare avanti le tradizioni, il lascito del padre e della nazione di Wakanda ed il modo in cui le cose sono state fatte in passato e come le cose debbano essere fatte nel presente», inoltre i suoi poteri hanno origini soprannaturali e derivano anche dal costume che indossa, simile a una cotta di maglia in vibranio. Il personaggio ha fatto il suo debutto in Captain America: Civil War (2016), è protagonista del film Black Panther (2018) ed è infine apparso in Avengers: Infinity War (2018) e Avengers: Endgame (2019). Compare anche nella serie animata What If...? (2021), che mostra linee temporali alternative ai film: si tratta dell'ultimo prodotto MCU a cui Boseman ha lavorato (prestando la voce al suo personaggio) prima della sua morte  nell'agosto 2020. Di conseguenza, T'Challa viene fatto morire fuori schermo all'inizio del film Black Panther: Wakanda Forever (2022), sebbene appaia comunque alla fine del lungometraggio cinematografico nei ricordi di sua sorella minore Shuri (attraverso le scene del primo film).

### Animazione
- T'Challa/Pantera Nera, doppiato in originale da Jeffrey D. Sams e in italiano da Roberto Draghetti, compare nel film d'animazione Ultimate Avengers 2, prodotto dai Marvel Studios e distribuito direttamente in home video da Lions Gate Entertainment nel 2006.
- In Next Avengers - Gli eroi di domani, T'Challa è morto da anni ma Azari, figlio suo e di Tempesta, possiede a livello innato i poteri di entrambi i genitori ed è membro dei nuovi e giovani Vendicatori.
- È protagonista del corto Black Panther - Trouble in Wakanda, doppiato in originale da James Mathis III e in italiano da Roberto Draghetti.
- Ha solo un cameo vocale nello speciale Operazione Shuri

### Televisione
- Pantera Nera compare in due episodi de I Fantastici Quattro, doppiato in originale da Keith David e in italiano da Maurizio Romano.
- Il personaggio ha un cameo muto nella serie animata Insuperabili X-Men.
- Ne I Vendicatori, pur non comparendovi direttamente, Pantera Nera è presente sotto forma di quadro nel quartier generale del gruppo.
- In un episodio di Iron Man: Armored Adventures compare una versione più giovane di T'Challa, doppiato in originale da Jeffrey Bowyer-Chapman.
- Pantera Nera è presente in un episodio di Super Hero Squad Show dove, come nei fumetti, ha una relazione con Tempesta. Doppiato in inglese da Taye Diggs.
- Il personaggio è protagonista di un'omonima serie animata prodotta da Marvel Animation e Black Entertainment Television[144], realizzata a mo' di motion-comic[145] e pubblicata online il 23 giugno 2010[146]. Doppiato in originale da Djimon Hounsou e in italiano da Roberto Draghetti.
- Pantera Nera è uno dei protagonisti di Avengers - I più potenti eroi della Terra, doppiato in originale da James C. Mathis III.
- A partire dalla terza stagione di Avengers Assemble Black Panther è un personaggio ricorrente, divenendo anche protagonista della quinta stagione. Doppiato in originale da  James Mathis III e in italiano da Roberto Draghetti e poi da Paolo Vivio.
- Il personaggio compare nell'anime Disk Wars: Avengers, doppiato in originale da Mahito Ōba.
- Pantera Nera è presente nella serie animata Marvel Super Hero Adventures, doppiato in originale da Omari Newton e in italiano da Roberto Draghetti nella prima stagione e da Paolo Vivio dalla seconda.
- Pantera Nera compare nella serie animata Spidey e i suoi fantastici amici, doppiato in originale da Tru Valentino e in italiano da Ezzedine Ben Nekissa.
- Il personaggio è ricomparso anche nella serie animata Iron Man e i suoi fantastici amici.

### Videogiochi
- Pantera Nera compare come personaggio giocabile in Marvel: La Grande Alleanza.
- Pantera Nera compare come personaggio giocabile in Marvel: La Grande Alleanza 2.
- Pantera Nera compare in Marvel Super Hero Squad.
- Pantera Nera compare in Marvel vs. Capcom 3: Fate of Two Worlds.
- Pantera Nera compare in Marvel: Avengers Alliance.
- Pantera Nera compare in Marvel: Avengers Alliance Tactics.
- Pantera Nera compare come personaggio giocabile in Marvel Heroes.
- Pantera Nera compare come personaggio giocabile in LEGO Marvel Super Heroes.
- Pantera Nera compare come personaggio giocabile in Marvel: Sfida dei campioni.
- Pantera Nera compare come personaggio giocabile in Disney Infinity 3.0.
- Pantera Nera compare come personaggio giocabile in Marvel Future Fight.
- Pantera Nera compare come personaggio giocabile in Marvel Mighty Heroes.
- Pantera Nera compare come personaggio DLC giocabile in LEGO Marvel's Avengers.
- Pantera Nera compare come personaggio giocabile in LEGO Marvel Super Heroes 2
- Pantera Nera compare in Marvel vs. Capcom: Infinite.
- Pantera Nera compare come personaggio giocabile in Marvel: La Grande Alleanza 3: L'Ordine Nero.
- Pantera Nera compare come personaggio giocabile in Marvel's Avengers.
- Pantera Nera compare come personaggio giocabile in Marvel Rivals.